# Abdur Rahman Biswas
Abdur Rahman Biswas, bangladeški zgodovinar in politik, * 1. september 1926, Shaistabad, okrožje Barisal, † 3. november 2017, južni Bangladeš.
Biswas je bil predsednik Bangladeša med letoma 1991 in 1996.